# Christian Kuhnke
Christian Kuhnke, né le 14 avril 1939 à Berlin, est un ancien joueur de tennis allemand.

## Palmarès (partiel)

### Titres en simple messieurs
| No | Date       | Nom et lieu du tournoi                | Catégorie | Surface      | Finaliste     | Score                   |  |
| -- | ---------- | ------------------------------------- | --------- | ------------ | ------------- | ----------------------- |  |
| 1  | 06-08-1962 | Alpenländer-Pokal, Kitzbühel          |           | Terre (ext.) | Pierre Darmon | 6-1, 6-3, 6-4           |  |
| 2  | 13-08-1963 | Alpenländer-Pokal, Kitzbühel          |           | Terre (ext.) | Tony Roche    | 5-7, 6-2, 6-1, 1-6, 7-5 |  |
| 3  | 11-08-1964 | Alpenländer-Pokal, Kitzbühel          |           | Terre (ext.) | Robert Wilson | 6-3, 6-1, 4-6, 6-3      |  |
| 4  | 1965       | Bavarian Tennis Championships, Munich |           | Terre (ext.) | Ingo Buding   | 6-4, 6-1, 6-3           |  |

### Finales en simple messieurs
| No | Date       | Nom et lieu du tournoi                       | Catégorie  | Surface      | Vainqueur       | Score              |  |
| -- | ---------- | -------------------------------------------- | ---------- | ------------ | --------------- | ------------------ |  |
| 1  | 1964       | German International Championships, Hambourg |            | NC           | Wilhelm Bungert | 0-6, 6-4, 7-5, 6-2 |  |
| 2  | 14-07-1969 | Bavarian Tennis Championships, Munich        |            | Terre (ext.) | Bob Hewitt      | 6-4, 3-6, 6-2, 6-2 |  |
| 3  | 06-07-1970 | Düsseldorf Grand Prix, Düsseldorf            | Grand Prix | Terre (ext.) | Wilhelm Bungert | 6-3, 6-0, 6-4      |  |

### Finale en double messieurs
| No | Date       | Nom et lieu du tournoi         | Catégorie | Surface      | Vainqueurs               | Partenaire      | Score         |          |
| -- | ---------- | ------------------------------ | --------- | ------------ | ------------------------ | --------------- | ------------- | -------- |
| 1  | 21-05-1962 | Internationaux de France Paris | G. Chelem | Terre (ext.) | Roy Emerson Neale Fraser | Wilhelm Bungert | 6-3, 6-4, 7-5 | Parcours |